# Кашина Ноца (Бергамо)
Кашина Ноца је насеље у Италији у округу Бергамо, региону Ломбардија.
Према процени из 2011. у насељу је живело 245 становника. Насеље се налази на надморској висини од 135 м.